# ایالات متحده ونزوئلا
ایالات متحده ونزوئلا (اسپانیایی: Estados Unidos de Venezuela‎) نام رسمی ونزوئلا بود که در قانون اساسی آن در سال ۱۸۶۴ تحت دولت خوان کریستومو فالکون تصویب شد.